# Mema (Einzelhandel)
Die Mema Handels GmbH & Co. KG ist ein 2004 gegründetes Unternehmen, das bis Mitte 2008 vor allem auf Lebensmittel spezialisiert war. Das Unternehmen entstand nach dem Übergang des operativen Geschäfts des Lebensmittelfilialisten Meyer Beck, einer ehemaligen Tochtergesellschaft der Dr. Oetker GmbH. Das Unternehmen betrieb in Berlin und Brandenburg Filialen unter dem Namen MEMA, die zum 1. September 2008 entweder geschlossen oder an die Kaiser’s Tengelmann GmbH weiterverkauft wurden. Diese wiederum zog sich zum Ende des Jahres 2016 aus dem Lebensmittel-Markt zurück und verkaufte die Filialen an Edeka weiter, die die Filialen mit Konkurrent Rewe unter sich aufteilte.

## Geschichte
Das Unternehmen betrieb ab 2005 die verbliebenen Märkte des Vorgängers MEYER BECK. Die 38 Filialen eröffneten am 4. Januar 2005 erstmals als MEMA. MEMA sollte dabei eine Kurzform von Meyer Markt darstellen, öffentlich publiziert wurde MEMA allerdings als Abkürzung für Mein Markt. Insgesamt fielen durch die Übergabe rund 70 Arbeitsplätze weg, anfangs war nur von 40 Arbeitsplätzen ausgegangen worden.
Während Meyer Beck noch als Großhändler bei der Edeka angedockt war, wechselte Mema zu Kaiser’s Tengelmann. Damit einhergehend verschwanden die Edeka-Eigenmarken aus den Regalen und wurden durch das Sortiment von Kaiser’s Tengelmann ausgetauscht. Die Warenlieferung erfolgte vom Logistikstandort in der Ringstraße in Berlin-Marienfelde. Im Gegensatz zu Meyer Beck führte Mema keine eigenen Handelsmarken, das Obst und Gemüse bezog man vom zu Werder gehörenden Unternehmen Frucht Express mit Sitz in Groß-Kreutz.

In den folgenden Jahren schlossen immer weitere Märkte, sodass sich die Zahl der Filialen deutlich verringerte. Zum 1. September 2008 wurden die verbliebenen 20 Filialen an den Hauptlieferanten Kaiser’s Tengelmann verkauft und infolgedessen umgeflaggt.

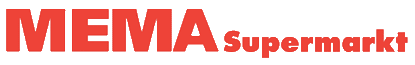
Logo der Kette mit Supermarkt-Zusatz
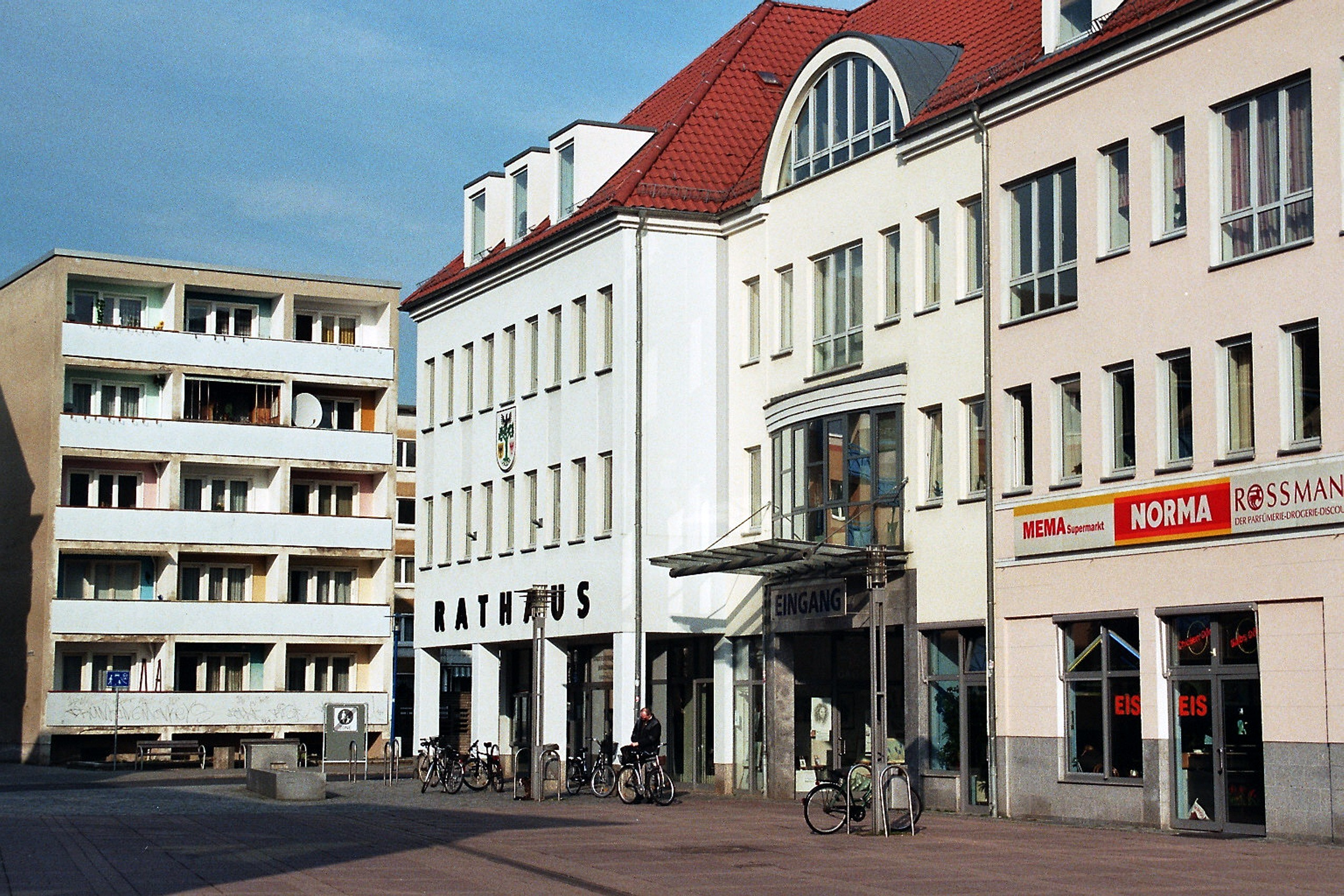
Die Filiale in Fürstenwalde im November 2006
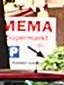
Parkplatzschild der Mema-Filiale am Südwestkorso in Berlin-Wilmersdorf (danach Kaiser’s, heute Rewe), 2006.

## Öffentliche Wahrnehmung

### Probleme am Eröffnungstag
Zum Start führte ein umgestelltes EDV-System zu einem Absturz der Scannerkassen und ein damit einhergehend schlechtes Image.

### Weiteres
In der Filiale am Kurfürstendamm 140 führte Mema den stadtweit ersten Pfandautomat mit Spendenknopf ein.